# Miraikan

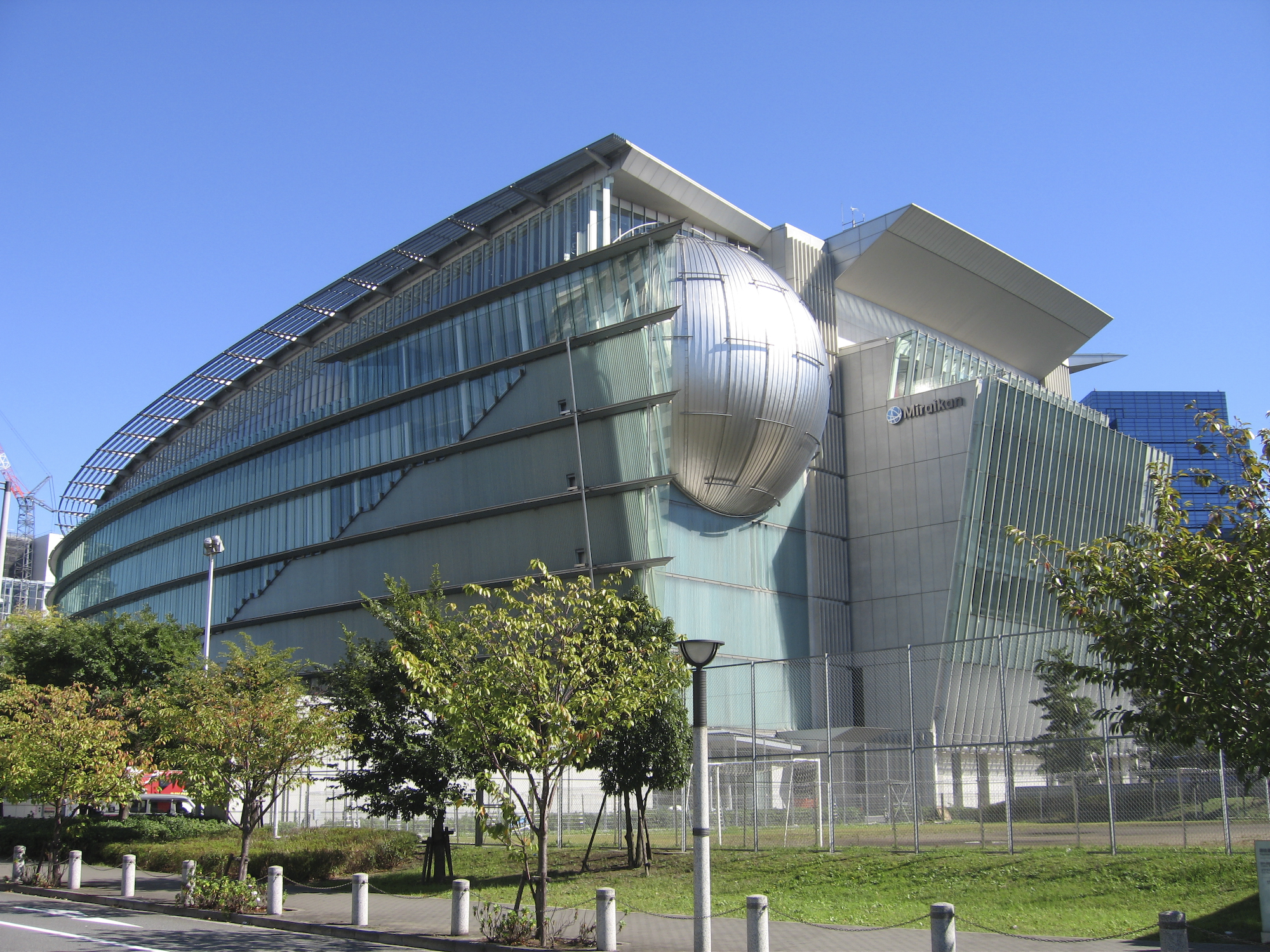
Edificio del museo Miraikan

El Museo Nacional Miraikan de Ciencia Emergente e Innovación (The The National Museum of Emerging Science and Innovation (日本科学未来館 Nippon Kagaku Mirai-kan?), o simplemente conocido como el Museo Miraikan (未来館, literalmente "Museo Futuro"), es un museo creado por la Agencia de Ciencia y Tecnología de Japón.
Fue abierto en el año 2001. Está situado en un emergente centro de nuevas construcciones en el distrito de Odaiba en Tokyo. Su emplazamiento es conectado plenamente con el centro de Tokyo en aproximadamente 15 minutos, gracias allsistema del transporte público automatizado Yurikamome.

## Exposiciones
Los puntos destacados incluyen exhibiciones de una variedad enorme y en tiempo real de datos de los sismógrafos de todo Japón, lo cual muestra al país constantemente vibrando. Los terremotos ocasionales qué los aparatos del museo perciben, aparece como movimientos un poco más grandes en comparación a las vibraciones constantes. Los visitantes también pueden buscar en la base de datos, toda actividad de movimientos telúricos recientes.
Existe una sección del núcleo de la roca del Límite Cretácico–Paleógeno (Límite K/Pg) que posiblemente es un trozo del meteorito que impactó con la tierra z es responsable de la extinción de los dinosaurios.
Otras atracciones destacadas, son el robot Asimo, de la firma Honda, junto con el tren magnético Maglev.

## Geo-Cosmos
El prominente globo de alta resolución Geo-Cosmos, muestra los acontecimientos y patrones climáticos en tiempo real de toda la tierra; temperaturas del océano, estados de vegetación, otros eventos geográficos singulares y así como también tópicos de interés científico y socioeconómicos. El Geo-Cosmos es una pantalla de forma esférica que consta de 10362 paneles LED y cada uno mide 96x96 mm. El primero y único en su clase, fue reconstruido en el 2010 y reintroducido en su forma actual en junio de 2011, después del terremoto de Tohoku, que obligoó a cerrar el museo por cerca de tres meses. EL entonces Presidente de los Estados Unidos Barack Obama, visitó Miraikan el día 24 de abril de 2014, para dirigir a un grupo de estudiantes japoneses delante de la exhibición del Geo-Cosmos. Notando la singularidad de la exhibición, Obama dijo: "Por lo que yo sé, no tenemos uno de esos geniales globos..."
El Geo-Cosmos junto con la Geo-Palette y la Geo-Scope son parte de la exposición permanente de Tsunagari 

## Geo-Palette
Miraikan adoptó una proyección única del mapa terrestre como su herramienta de mapeo mundial oficial, la cual se nombró como la proyección AuthaGraph. El proyecto AuthaGraph fue desarrollado por el arquitecto y diseñador japonés Hajime Narukawa en el año 1999. "Este método de proyección transfiere una esfera en un plano tridimensional hacia un plano bidimensional, manteniendo las proporciones de las áreas. Utilizando este método, el 'Mapa Mundi AuthaGraph' tiene éxito en transferir una imagen de la Tierra esférica a una superficie plana, distribuyendo equitativamente cualquier distorsión posible."

## Exposiciones especiales
Cada año hay entre tres y seis exposiciones que son exhaustivamente curadas, producidas y exhibidas, a menudo superpuestas y combinadas con ciencia y arte. Tratan una gran gama de temas. Desde "El Lavabo - Residuos humanos y el futuro de la tierra", hasta por ejemplo, "El proceso detallado del Árbol del cielo de Tokio"  o también, "Terminator: La Exposición - ¿Batalla o Coexistencia? Robots y Nuestro Futuro".
En el 2012, la exposición especial "La Historia del Fin del Mundo: 73 preguntas que tenemos que contestar" trataba del el terremoto de Tohoku y de sus consecuencias.
Un calificado personal multilingüe conduce y guía a los visitantes sobre los avances de la ciencia japonesa. Miraikan por ejemplo, está dirigido por el astronauta japonés Mamoru Mohri.

## Galería

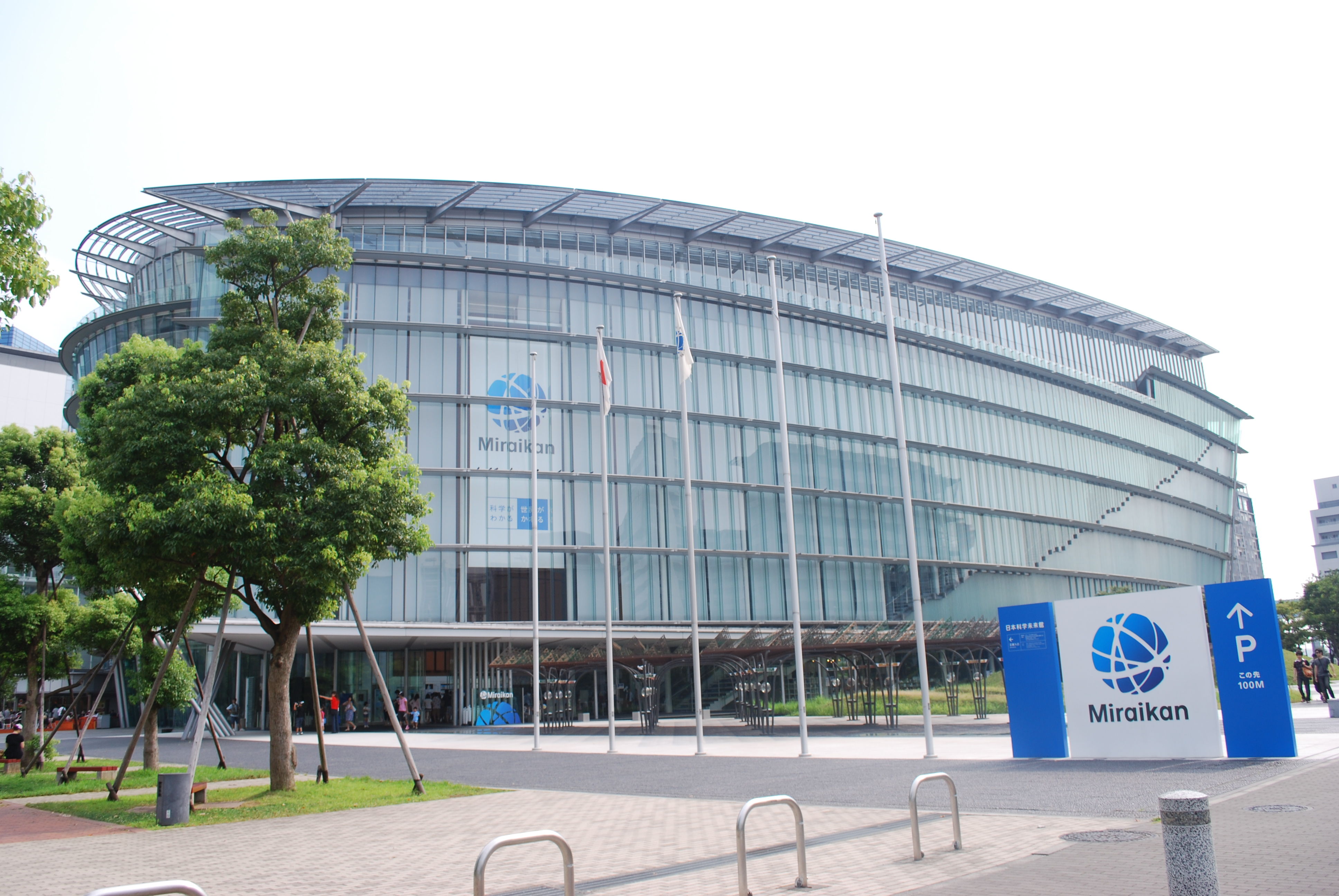
Edificio del Nihon Kagaku Miraikan
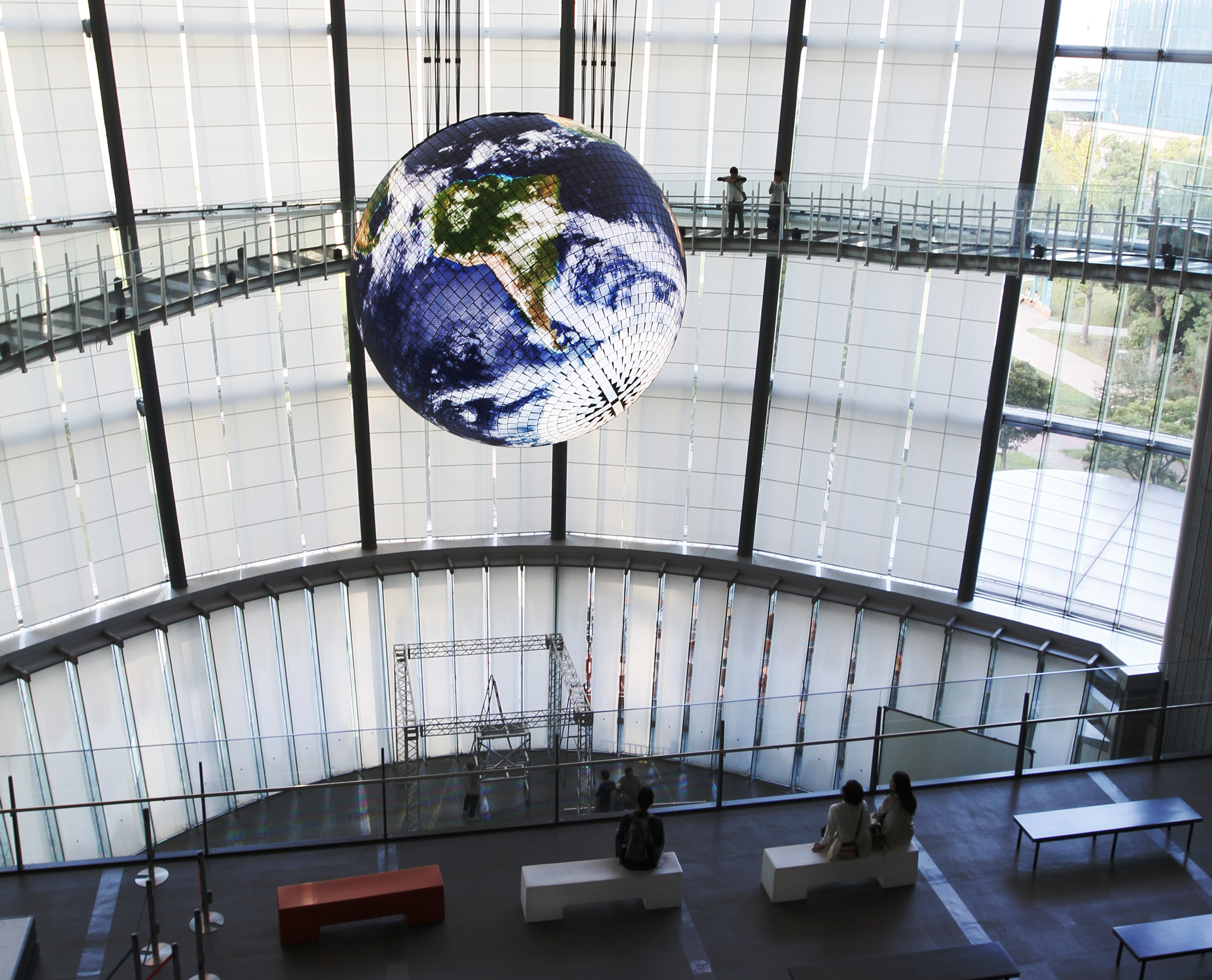
El Geo-Cosmos
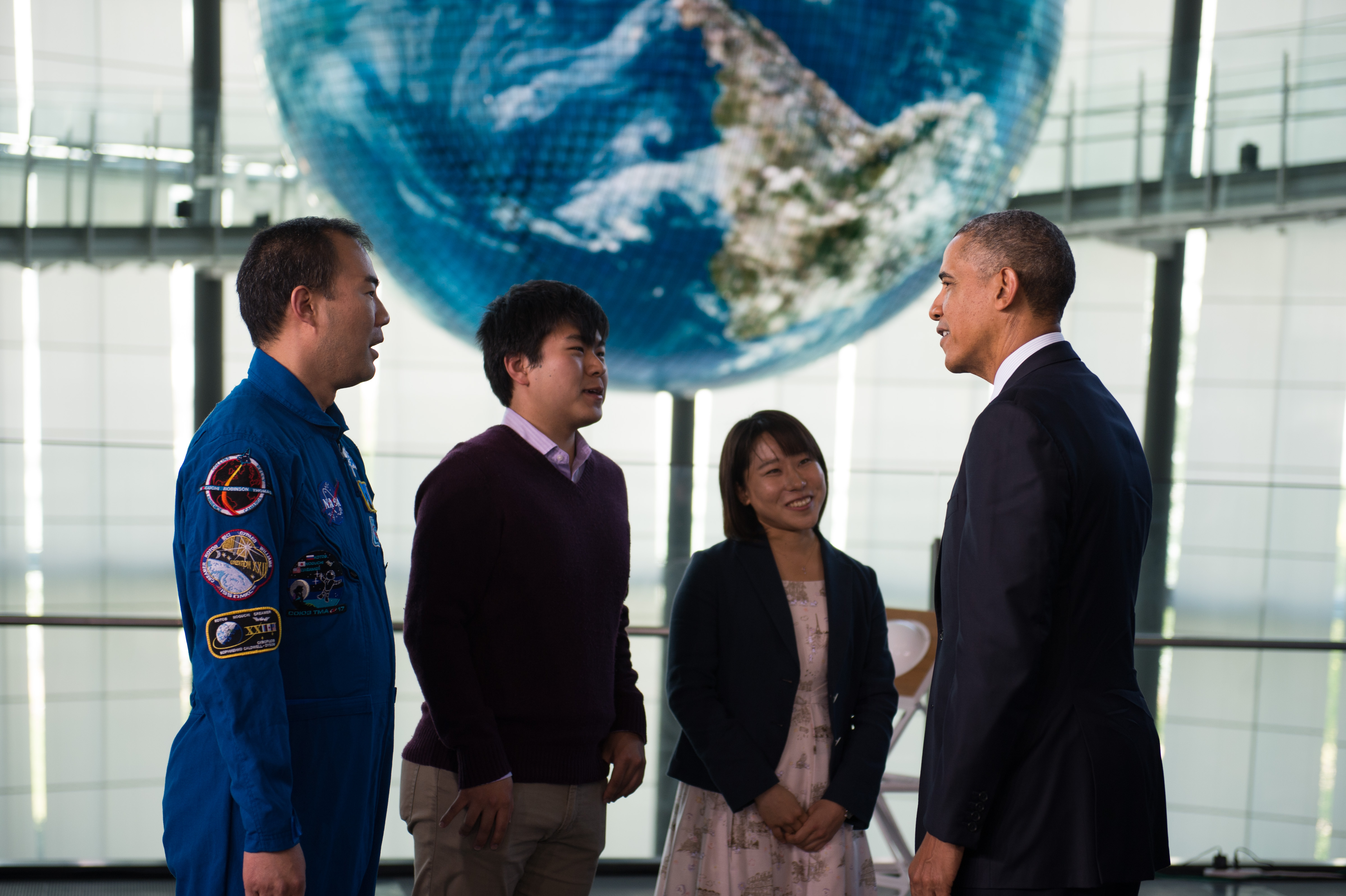
El ex presidente de EE.UU. Barak Obama conversa con un astronauta japonés en el área del Geo-Cosmos (2014)